# Línia evolutiva de Nosepass
Aquesta línia evolutiva de Pokémon inclou Nosepass i Probopass.

## Nosepass
Nosepass és una de les espècies que apareixen a la franquícia Pokémon, una sèrie de videojocs, anime, mangues, llibres, cartes col·leccionables i altres mitjans que va ser inventada per Satoshi Tajiri i ha generat milers de milions de dòlars en beneficis per a Nintendo i Game Freak. És de tipus roca i evoluciona a Probopass.

## Probopass
Probopass és un personatge fictici de Pokémon. És de tipus roca i tipus acer i evoluciona de Nosepass.